# Județ de Harghita
Harghita (en roumain : Județul Harghita, en hongrois : Hargita megye) est un județ de Roumanie situé dans le Pays sicule en Transylvanie. Son chef-lieu est Miercurea-Ciuc (Csíkszereda).

## Démographie
Le județ de Harghita a la plus grande proportion de Hongrois de Roumanie, juste devant le județ de Covasna. Le groupe principal de Hongrois, les Sicules (Secui en roumain, Székely en hongrois) forment la majorité de la population, les Roumains étant concentrés dans quelques enclaves telles Toplița (en hongrois : Maroshévíz) ou Voșlăbeni (Vasláb).
- Hongrois - 84,6 % (ou 276 038)[1]
- Roumains - 14,1 % (ou 45 870)
- Roms - 1,2 % (ou 3 835), et autres

Les Sicules sont majoritairement catholiques alors que les Roumains sont majoritairement orthodoxes et les autres groupes hongrois protestants ou unitariens.
- Catholiques, 65 % ;
- Orthodoxes,13 % ;
- Protestants, 13 % ;
- Unitariens, 7 % ;
- Autres, 2 %.

## Liste des municipalités, villes et communes

### Municipalités
(nom des villes sicules en hongrois) et population en 2007

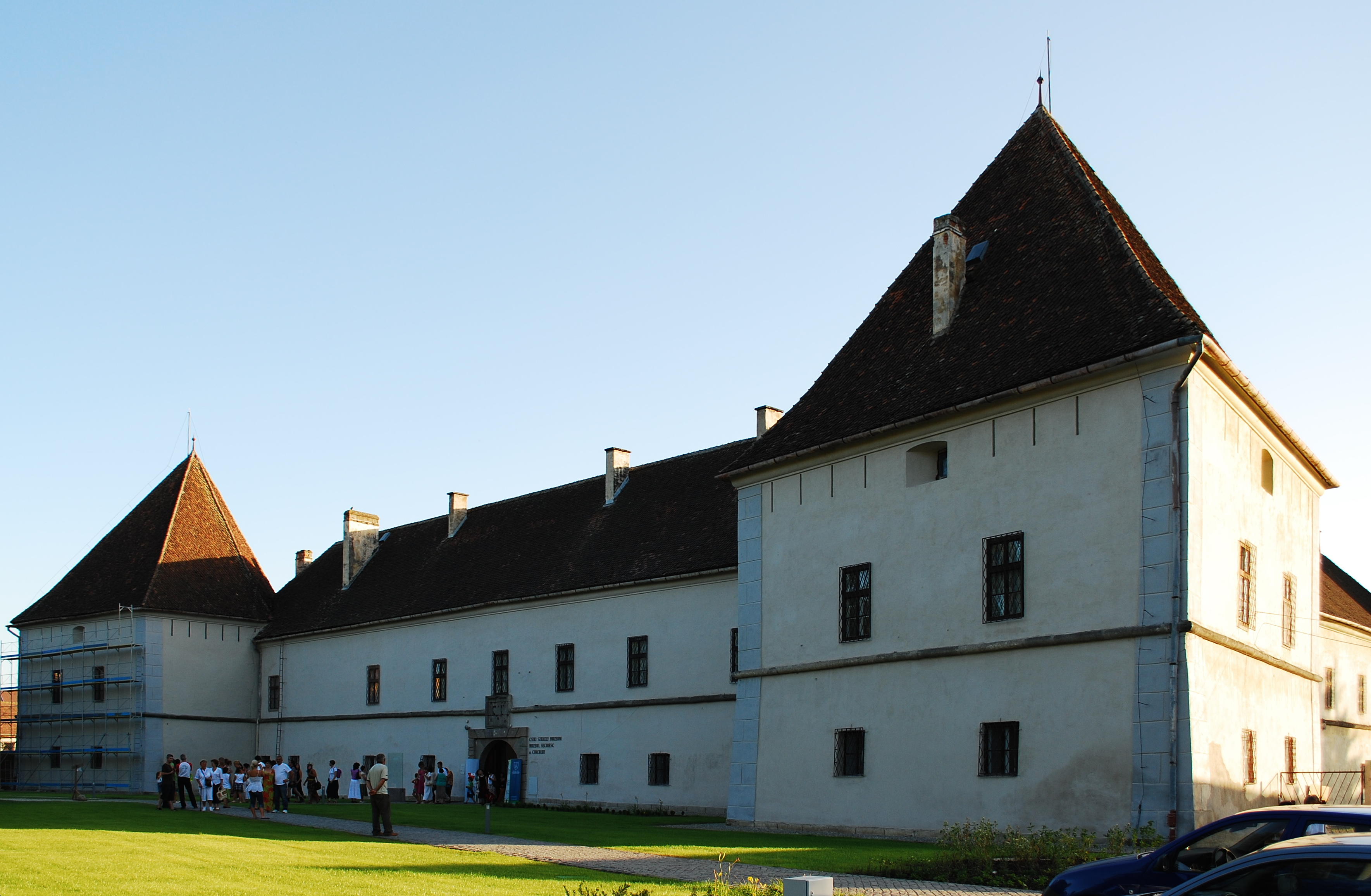
Château Mikó de Miercurea-Ciuc (Csíkszereda)

- Miercurea-Ciuc (Csíkszereda) : 41 971
- Odorheiu Secuiesc (Székelyudvarhely) : 36 320
- Gheorgheni (Gyergyószentmiklós) : 19 705
- Toplița : 15 770

### Villes
- Băile Tușnad (Tusnádfürdő) : 1 678
- Bălan (Balánbánya) : 7 899
- Borsec (Borszék) : 2 795
- Cristuru Secuiesc (Székelykeresztúr) : 10 365
- Vlăhița (Szentegyháza) : 7 014

### Communes
- Atid (Etéd)
- Avrămești (Szentábrahám)
- Bilbor (Bélbor)
- Brădești (Fenyéd)
- Căpâlnița (Kápolnásfalu)
- Cârța (Karcfalva)
- Ciceu (Csíkcsicsó)
- Ciucsângeorgiu (Csíkszentgyörgy)
- Ciumani (Gyergyócsomafalva)
- Corbu (Gyergyóholló)
- Corund (Korond)
- Cozmeni (Csíkkozmás)
- Dănești (Csíkdánfalva)
- Dârjiu (Székelyderzs)
- Dealu (Ármándombja)
- Ditrău (Ditró)
- Feliceni (Felsőboldogfalva)
- Frumoasa (Csíkszépvíz)
- Gălăuțaș (Galócás)
- Joseni (Gyergyóalfalu)
- Lăzarea (Szárhegy)
- Leliceni (Csíkszentlélek)
- Lueta (Lövéte)
- Lunca de Jos (Gyimesközéplok)
- Lunca de Sus (Gyimesfelsőlok)
- Lupeni (Farkaslaka)
- Mădăraș (Csíkmadaras)
- Mărtiniș (Homoródszentmárton)
- Merești (Homoródalmás)
- Mihăileni (Csíkszentmihály)
- Mugeni (Mögöz)
- Ocland (Oklánd)
- Păuleni-Ciuc (Csíkpálfalva)
- Plăieșii de Jos (Kászonaltíz)
- Porumbeni (Nagygalambfalva)
- Praid (Parajd)
- Racu (Csíkrákos)
- Remetea (Gyergyóremete)
- Săcel (Székelyandrásfalva)
- Sâncrăieni (Csíkszentkirály)
- Sândominic (Csíkszentdomokos)
- Sânmartin (Csíkszentmárton)
- Sânsimion (Csíkszentsimon)
- Sântimbru (Csíkszentimre)
- Sărmaș (Salamás)
- Satu Mare (Máréfalva)
- Secuieni (Újszékely)
- Siculeni (Madéfalva)
- Șimonești (Siménfalva)
- Subcetate (Gyergyóvárhegy)
- Suseni (Gyergyóújfalu)
- Tomești (Csíkszenttamás)
- Tulgheș (Gyergyótölgyes)
- Tușnad (Tusnád)
- Ulieș (Kányád)
- Vărșag (Székelyvarság)
- Voșlăbeni (Vasláb)
- Zetea (Zetelaka)

## Géographie
Harghita est principalement constitué de montagnes, telles le mont Ciuc of les monts Harghita, connectées aux Carpates orientales extérieures, de plateaux volcaniques et de vallées plus densément peuplées. Les montagnes sont d'origine volcanique et la région est connue pour ses sources thermales chaudes. Harghita est connue comme l'une des régions les plus froides de Roumanie, cependant, les étés peuvent y être assez chauds.
Deux des plus importantes rivières de Roumanie prennent leur source en Harghita, le Mureș, qui se jette dans la Tisza en Hongrie et l'Olt, qui se jette dans le Danube.

## Politique
| Parti | Parti                                                                    | Sièges |
| ----- | ------------------------------------------------------------------------ | ------ |
|       | Union démocrate magyare de Roumanie (UDMR)                               | 19     |
|       | Parti civique magyar-Parti populaire hongrois de Transylvanie (PCM-PPMT) | 4      |
|       | Parti social-démocrate (PSD)                                             | 3      |
|       | Parti national libéral (PNL)                                             | 2      |
|       | Parti des hommes libres                                                  | 2      |

Composition du conseil de județ depuis 1996.
1996 PSM PDSR PD UDMR PR CDR PL93 PUNR Indépendant
2004 PSD UDMR PD PAR Indépendant
2008 PSD UDMR PCM
2012 USL UDMR PPMT PCM
2016 PSD UDMR PNL PPMT PCM

- 1996  - PSM
  - PDSR
  - PD
  - UDMR
  - PR
  - CDR
  - PL93
  - PUNR
  - Indépendant
- 2004  - PSD
  - UDMR
  - PD
  - PAR
  - Indépendant
- 2008  - PSD
  - UDMR
  - PCM
- 2012  - USL
  - UDMR
  - PPMT
  - PCM
- 2016  - PSD
  - UDMR
  - PNL
  - PPMT
  - PCM

## Tourisme
- Liste des châteaux du județ de Harghita
- Liste des musées du județ de Harghita
- Via Transilvanica

Parmi les principales attractions touristiques du Județ figurent de nombreux monuments, dont des églises fortifiées telles celle de Dârjiu (Székelyderzs) qui est inscrite au patrimoine UNESCO, ainsi que des stations thermales telles Băile Tușnad (Tusnádfürdő), Borsec (Borszék), Izvoru Mureșului et Harghita Băi. Les amoureux de la nature y trouvent les parcs nationaux des Monts Hășmaș, du lac Rouge et des gorges du Bicaz.

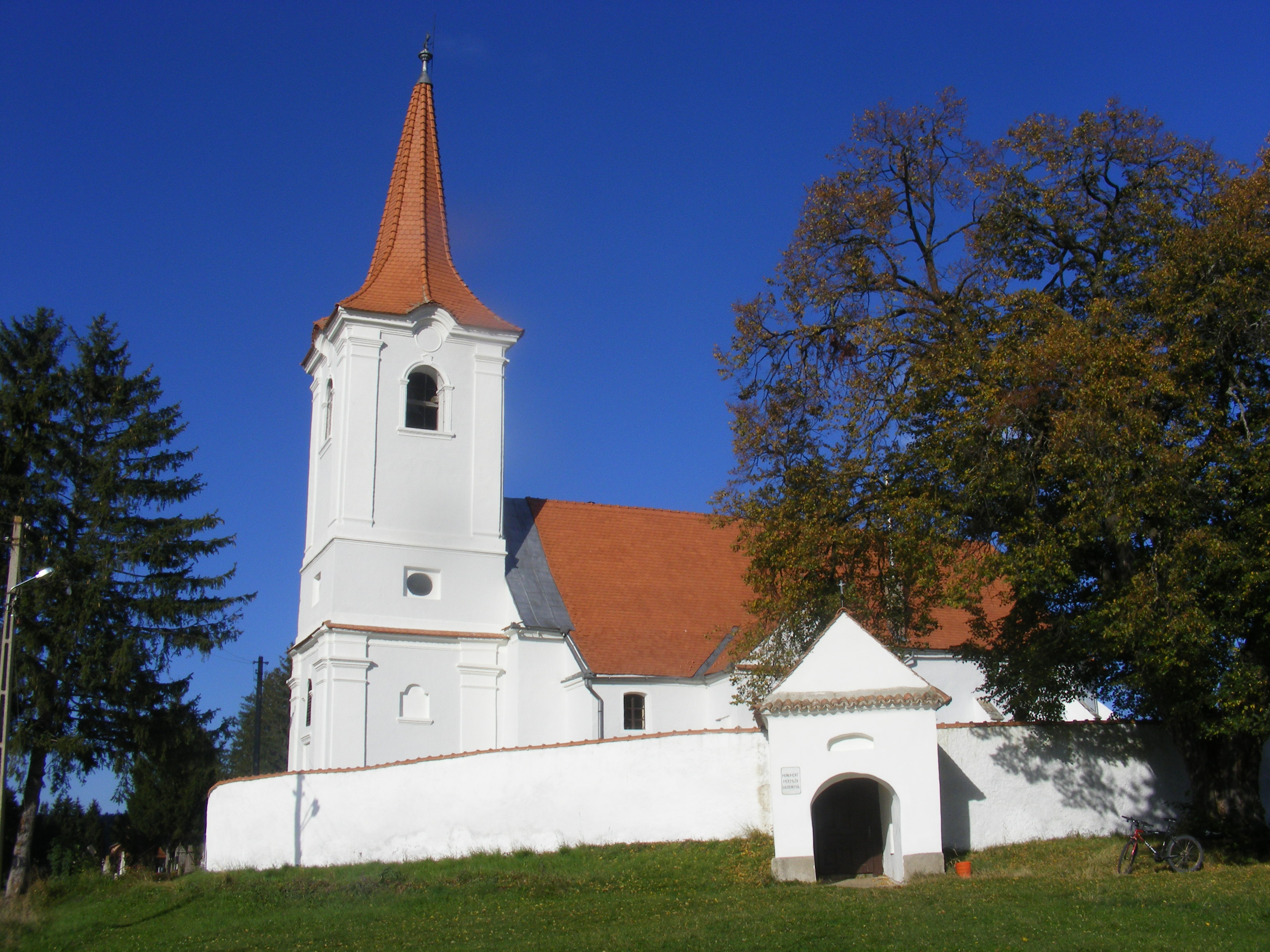
Église fortifiée de Leliceni (Csíkszentlélek)
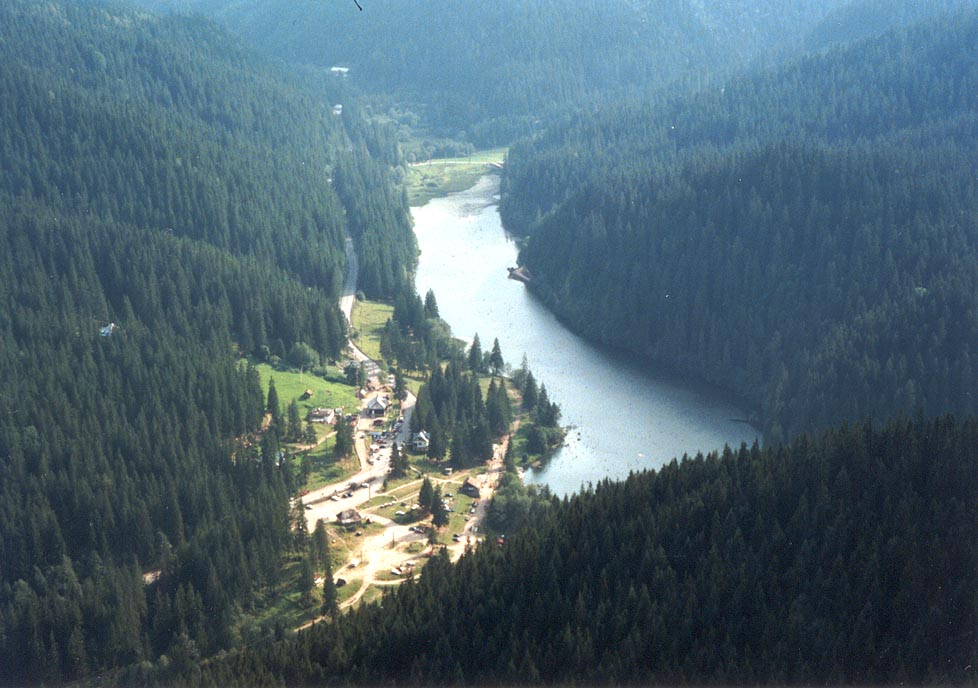
Le Lac Rouge
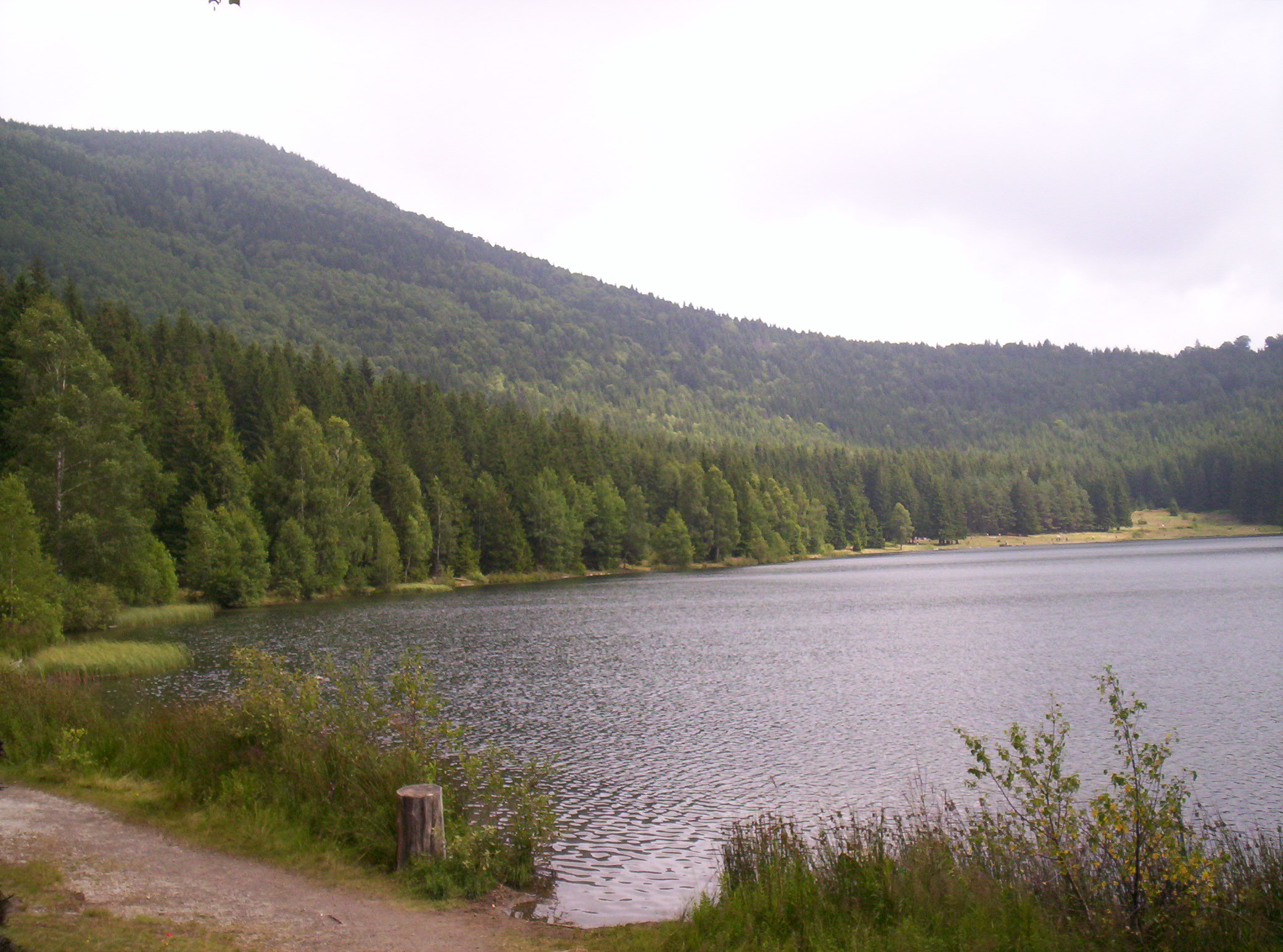
Lac Sfânta Ana près de Băile Tușnad
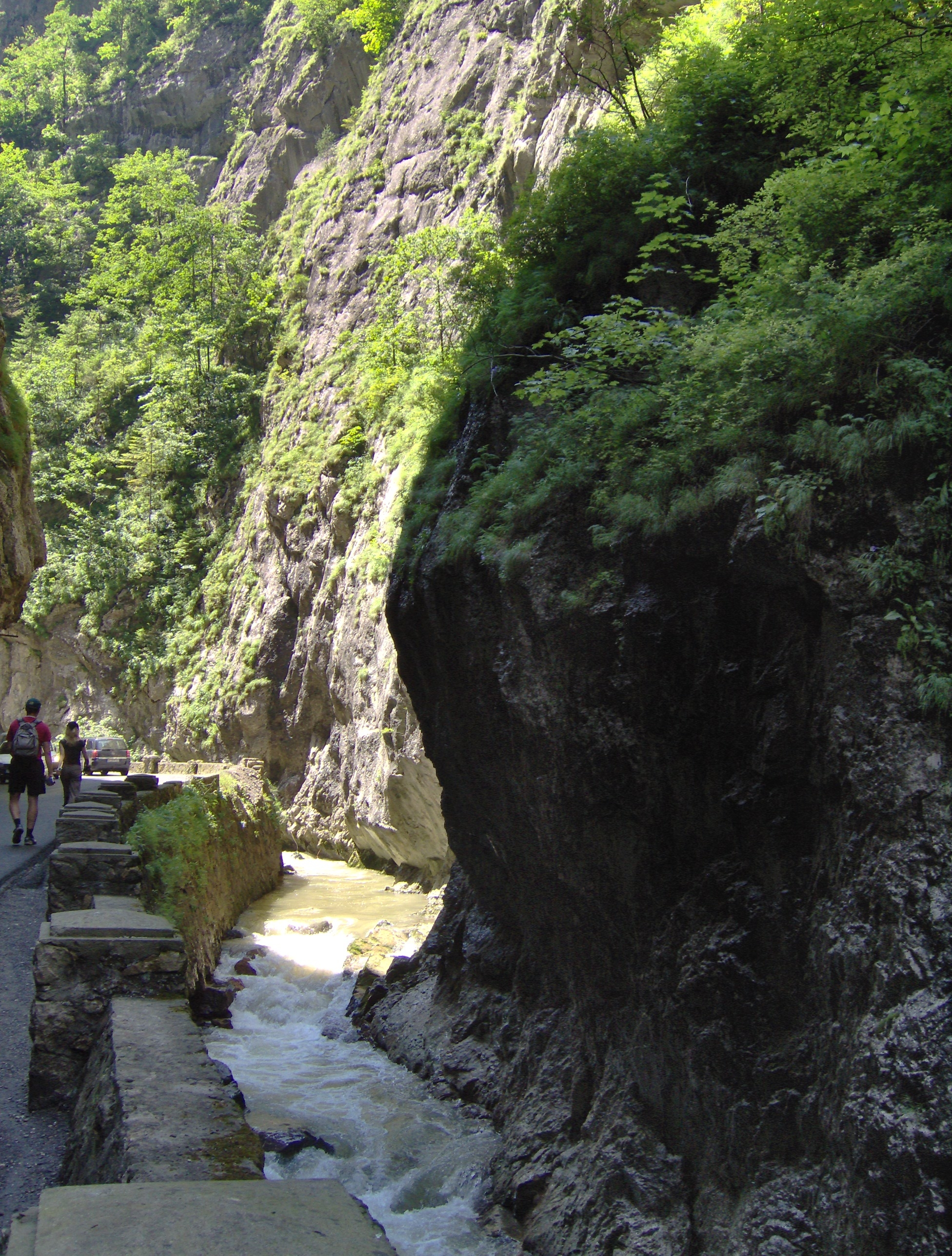
Les Gorges de Bicaz